# Arriloba
L'arriloba est un cépage métis de France produisant des raisins blancs.

## Étymologie
Arriloba signifie probablement en basque « le neveu de pierre » (Harri étant la « pierre » et loba se traduit par « le neveu »). Ces deux mots ne se rassemblent pas dans l'écriture courante, l'auteur les a unis pour créer un nouveau nom. Arriaga et Araitz sont aussi deux villages au Pays basque dont l'origine étymologique vient du mot « pierre ».

## Origine et répartition géographique
L'arriloba est une obtention du basque Pierre Marcel Durquety du Institut national de la recherche agronomique de Bordeaux. L'origine génétique est vérifiée et c'est un croisement des cépages raffiat de Moncade  et sauvignon blanc réalisé en 1954 et commercialisé à partir de 1960. Le cépage est recommandé ou autorisé dans la majorité des départements viticoles français. En France, il couvre 15 hectares (1998).
Il est cultivé un peu en Australie.
Pierre Marcel Durquety, chargé de recherches, a réalisé de nombreux croisements intraspécifiques entre 1950 et 1980 dont sept variétés sont inscrites officiellement au catalogue des cépages, dont quatre rouges (arinarnoa, egiodola, ekigaïna, semebat) et trois blanches (arriloba, liliorila, perdea).

## Caractères ampélographiques
- Extrémité du jeune rameau moyennement épanoui, légèrement globuleux, à liseré rose.
- Jeunes feuilles face supérieure duveteuse denticulation bronzée, face inférieure cotonneuse blanche à liseré rose.
- Feuilles adultes, 3 à 5 lobes avec un sinus pétiolaire en U ouvert, des dents ogivales - anguleuses, moyennes, un limbe aranéeux - pubescent.

## Aptitudes culturales
La maturité est de deuxième époque : 20 jours après le chasselas.

## Potentiel technologique
Les grappes sont grandes et les baies sont de taille moyenne. La grappe est cylindrique, ailée, plutôt lâche et souple. Le cépage est vigoureux et s'il est conduit à taille Guyot ou au cordon palissé, la fertilité bonne et régulière. Il est légèrement sensible à la pourriture grise et au dessèchement de la rafle.
Le vin blanc est fin et légèrement bouqueté conservant un caractère de Sauvignon mais avec plus de vivacité. Le degré est élevé et l'acidité totale moyenne.